# Let L-610
El Let L-610 es un avión prototipo para el fabricante checo de aeronaves civiles Let Kunovice.

## Diseño y desarrollo
A finales de los años 70, tras el éxito cosechado por el avión turbohélice bimotor LET L-410, la aerolínea Soviética Aeroflot solicitó a LET que diseñase un avión de reemplazo para el Antonov An-24.
El L-610 de LET fue diseñado como un avión turbohélice con dos de los nuevos motores checos Motorlet M 602 y con una capacidad de 40 plazas. El primer vuelo se vio retrasado debido a que el desarrollo del motor llevó más tiempo que el desarrollo del fuselaje. Finalmente los motores turbohélice Motorlet M 602 de 1.358 kW (1.822 cv) fueron concluidos y el avión efectuó su primer vuelos el 28 de diciembre de 1988. Ningún avión llegó a ser entregado a ningún cliente comercial, aunque uno de los avión fue exhibido con la librea de Aeroflot durante el Festival Aéreo de París en los 90. Un Let 610 M fue entregado a la Fuerza Aérea Checa, para ayudar en la certificación de la aeronave y llevar a cabo los vuelos de prueba con mayor celeridad.
Tras la caída soviética LET intentó occidentalizar el avión con la intención de abrir el mercado potencial del avión. El resultado fue un nuevo modelo, conocido como L-610G, propulsado por motores General Electric CT7, sistema electrónico de instrumentos de vuelo digital Collins Pro Line II, radar meteorológico Collins y piloto automático. El prototipo del L-610G realizó su primer vuelo el 18 de diciembre de 1992; cuatro años después de que lo hubiese hecho el L-610M.
Durante el periodo en que la ahora desaparecida Ayres Corp. fue la propietaria de LET, el avión también llegó a conocerse como el Ayres L-610, y durante un tiempo fue comercializado como Ayres 7000. El cliente de lanzamiento del Ayres 7000 iba a ser City Connexion Airlines sin embargo los problemas económicos que llevaron a Ayres a la bancarrota hicieron que el programa quedase paralizado.

## Variantes
L-610M
Variante básica con motores Motorlet M 602.
L-610G
Variante con motores General Electric XT7-9D.

## Especificaciones (L-610)
Referencia datos: Brassey's World Aircraft & Systems Directory

### Características generales
- Tripulación: 2 (piloto y copiloto)
- Capacidad: 40 plazas
- Longitud: 21,72 m (72 pies 3 pulgadas)
- Envergadura: 25,60 m (84 pies)
- Altura: 8,19 m (27 pies 10 pulgadas)
- Superficie alar: 56 m² (603 ft²)
- Peso vacío: 8.950 kg (19.730 lb)
- Peso máximo al despegue: 14.500 kg (32.000 lb)
- Planta motriz: 2× motores turbohélice General Electric General Electric CT7-9D.
  - Potencia: cada uno.

### Rendimiento
- Velocidad nunca excedida (Vne): 490 km/h[3] 265 nudos, 305 mph
- Velocidad crucero (Vc): 438 km/h 236 nudos, 272 mph
- Alcance: 2.420 km 1.305 nmi, 1.503 mi
- Techo de vuelo: 10.250 m[3] 33.700 ft
- Régimen de ascenso: 8,5 m/s 1.673 ft/min

## Lista de aviones prototipo
L-610M:
- X01    OK-130,  primer vuelo 28 de diciembre de 1988 Frant. Srnec, Stanislav Sklenář

desde el 3 de junio de 1989 OK-TZB, OLZ nu. 4307, Festival Aéreo de París 293 

desde junio de 1989 de nuevo OK-130 

último vuelo del OK-130 26 de mayo de 1993 15:12 UTC en el LKKU Kunovice con Stanislav Sklenář, Ing.Jiří Nečas como tripulante
- X02  prototipo para pruebas estructurales

- X03  OK-132, primer vuelo el 8 de septiembre de 1989 con Stanislav Sklenář, Ing.Miroslav Srnec

último vuelo en el LKKU Kunovice OK-UZB 23 de octubre de 1997 con Stanislav Sklenář y Miloslav Tošovský 08:15 UTC
- X04 prototipo para pruebas

- X05 OK-134,  primer vuelo el 8 de abril de 1990 con Ing.Miroslav Srnec, Miloslav Tošovský

desde agosto de 1992 OK-VZC 

desde junio de 1993 con número de prueba 0005 para Kbely – prueba de armas 

último vuelo 0005 LKKB Kbely – LKKU Kunovice con número militar 4202, Old. Pelčák, Mikšík
- 910101  OK-136 primer vuelo con Ing.Vladimír Vlk, Stanislav Sklenář

navegación Collins, cabina de cristal

desde el 11 de junio de 1991 OK-WZA

último vuelo el 28 de junio de 1991 OK-136 LKKU Kunovice – LKKB Kbely – LKKU Kunovice aterrizando a las 13:04 UTC con Jaromír Novák, Ing.Miroslav Srnec
L-610G:
- 920102   OK-136, primer vuelo el 18 de diciembre de 1992 con Ing.Vladimír Vlk e Ing.Miroslav Srnec

desde el 8 de junio de 1993  OK-XZA

último aterrizaje OK-XZA en LKKU Kunovice el 18 de diciembre de 1997 con Stanislav Sklenář, Miloslav Tošovský
- 970301  OK-CZD, primer vuelo el 13 de mayo de 1997 con Stanislav Sklenář y Jaromír Novák

último vuelo el 24 de junio de 2000  Miami-Tamiami (KTMB) – Albany (KABY)